# Jonathan Peel
Jonathan Peel, född 12 oktober 1799, död 13 september 1879, var en brittisk militär och politiker.

## Biografi
Jonathan Peel var bror till Robert Peel. Han var 1815-1827 officer i aktiv tjänst och avancerade därefter så småningom till generallöjtnant (1859). Han var 1826-1868 ledamot av underhuset, hyste strängt konservativa åsikter och gällde som grundligt sakkunnig i militära frågor. 
Peel var krigsminister i två av lord Derbys ministärer (1858 och 1866-1867) samt avgick 2 mars 1867 jämte Carnarvon och lord Salisbury (då viscount Cranborne), när Derby och Benjamin Disraeli beslöt sig för att söka genomföra en vittgående rösträttsreform.
Peel var väldigt intresserad av hästkapplöpning, och födde upp och ägde bland annat Orlando, som segrade i Epsom Derby (1844).